# عقيدة ليش
عُقَيدَة ليش (بالإنجليزية: Lisch nodule)‏ وتُعرف أيضا باسم الورم العابي القزحي (بالإنجليزية: iris hamartoma)‏، هي عُقيدات ورم عيبي صبغي مُكدسة متكونة من الخلايا الصباغية (الميلانينية) وهي تؤثر على القزحية.

## التسمية
سميت على اسم طبيب العيون النمساوي «كارل ليش» (بالألمانية: Karl Lisch) (1907م -1999م)، المتخرج من جامعة فيينا عام 1931م، والذي عرّف تلك العُقيدات لأول مرة في عام 1937م.
نُشر هذا الاسم الجديد لأول مرة بمصطلح "عقيدات ليش" في جريدة "نيو إنغلاند جورنال أوف ميديسين تحت سلسلة "التقدّم الطبي" (بالإنجليزية: Medical Progress)‏ المادة 31 ديسمبر 1981 (Riccardi VM: Von Recklinghausen Neurofibromatosis. N Engl J Med 1981;305:1617-27).

## التوصيف

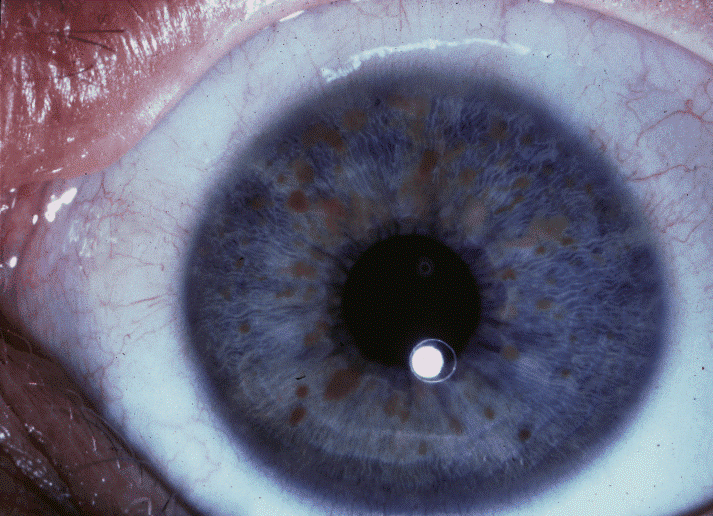
عقيدات ليش

تتواجد هذه العقيدات في "الورم العصبي الليفي من النوع الأول"، ولا تتواجد في الورم العصبي الليفي من النوع الثاني. وهي موجودة في أكثر من 94% من المرضى فوق سن السادسة، وهي:
- صافية.
- لونها أصفر-بني.[4]
- شكلها بيضاوي إلى دائري.
- لها حطاطات مقببة ناتئة على سطح القزحية.

## التشخيص

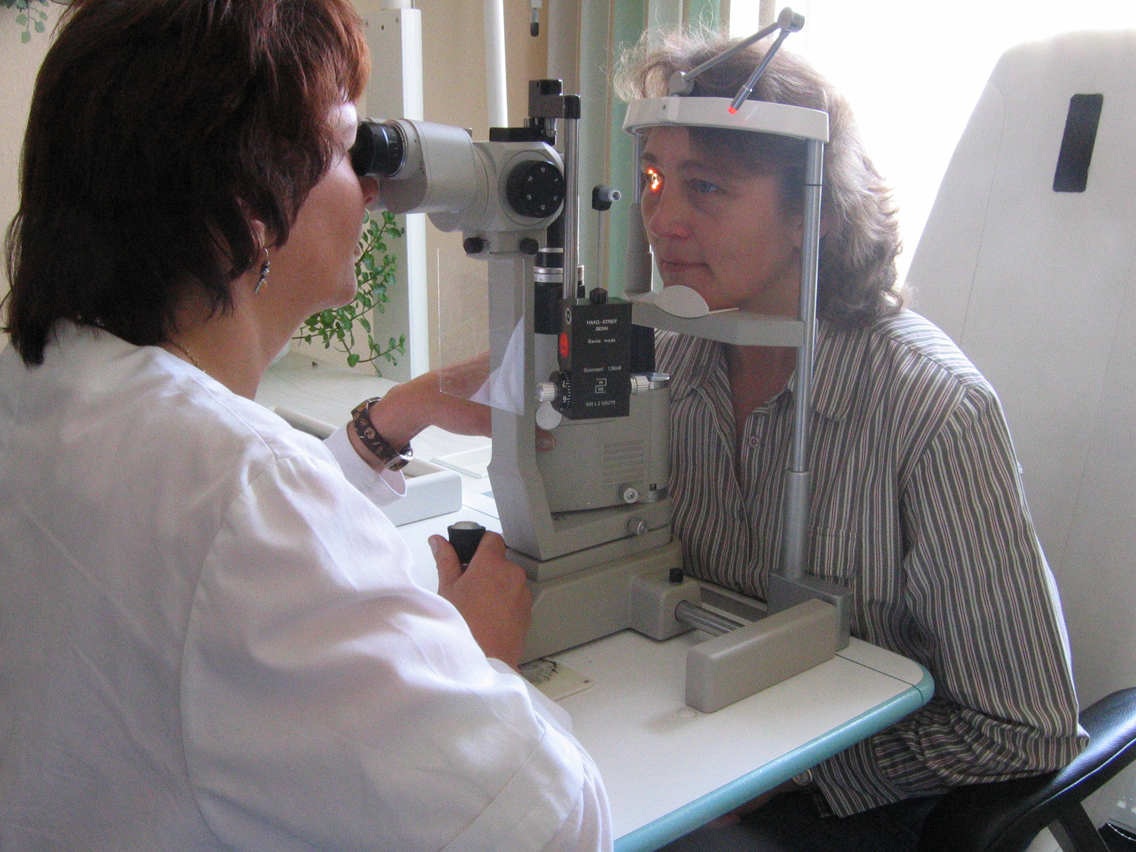
فحص العين بالمصباح الشِقِّي Slit lamp.

- عادة لا تؤثر هذه العقيدات على الرؤية، ولكنها مفيدة جدا في التشخيص.[3]
- يتم الكشف عن «عقيدات ليش» بواسطة فحص العين بالمصباح الشِقِّي (بالإنجليزية: Slit lamp)‏.[5]
- تظهر بقع «الكيمياء الهيستولوجية المناعية» (بالإنجليزية: Immunohistochemistry)‏ إيجابية مع بروتينات فيمنتين وبروتينات S-100، ويشير ذلك إلى أن أصلها هو «الأديم الظاهر».[6]
- أصل هذه العقيدات وبنيتها، ما تزال قيد البحث.[5]
- لا تتواجد «عقيدات ليش» في الورم العصبي الليفي من النوع الثاني.